# Michał Stefan Radziejowski
Augustyn Michał Stefan Radziejowski herbu Junosza (ur. 3 grudnia 1645 w Radziejowicach, zm. 13 października 1705 w Gdańsku) – polski duchowny rzymskokatolicki, biskup warmiński w latach 1679–1688, podkanclerzy koronny 1685–1689, kardynał od 1686, arcybiskup gnieźnieński i prymas Polski od 1687, brat cioteczny króla Jana III Sobieskiego.

## Życiorys

### Młodość
Był synem podkanclerzego Hieronima Radziejowskiego i Eufrozyny Tarnowskiej. Ojciec popadłszy w zatarg z królem Janem II Kazimierzem po skazaniu na banicję uciekł do Szwecji. Tam zdobywając sobie zaufanie króla Karola X Gustawa, przyczynił się do zorganizowania w 1655 najazdu na Polskę, zwanego „potopem szwedzkim”. Jeszcze przed wyjazdem ojca z kraju, straciwszy matkę najprawdopodobniej już w pierwszych tygodniach życia, został Michał Radziejowski wraz z bratem i siostrą oddany na dwór królewski, gdzie wychowywał się pod opieką królowej Ludwiki Marii, żony najpierw króla Władysława IV, a następnie Jana Kazimierza.
Radziejowski kształcił się w kolegiach jezuickich w Rawie, a następnie w Paryżu, a później studiował w Pradze i Rzymie, gdzie przyjął święcenia kapłańskie. U boku hetmana, a następnie króla Jana III Sobieskiego (z którym był blisko spokrewniony – jego babka była rodzoną siostrą ojca króla) zdobywał kolejne szczeble kariery kościelnej i politycznej. Został więc kanonikiem warszawskim, gnieźnieńskim, następnie proboszczem kościoła św. Mikołaja w Krakowie.
W 1673 brał udział w wyprawie chocimskiej, popierał politykę bałtycką Jana Sobieskiego.

### Biskup
W uznaniu jego oddania dla swojej rodziny król mianował go 17 grudnia 1677 biskupem warmińskim. Nominacji tej sprzeciwiała się kapituła warmińska i formalna elekcja przez kapitułę nastąpiła dopiero 31 października 1679, gdy Radziejowski otrzymał indygenat pruski i został kanonikiem warmińskim. Dopiero 23 września 1680 nominacja została zatwierdzona przez papieża. Sakrę biskupią przyjął 26 stycznia 1681 z rąk biskupa krakowskiego Jana Małachowskiego w kolegiacie św. Jana w Warszawie. Na Warmię przybył dopiero w 1681, ingres do katedry fromborskiej odbył 29 września. Na sejmie w 1683 opowiedział się za sojuszem polsko-austriackim i został komisarzem ds rozmów z elektorem brandenburskim.
Jako biskup warmiński w 1682 odnowił rotundę kościoła w Stoczku Klasztornym, w 1683 wizytował parafię katolicką w Królewcu, w latach 1683–1684 ufundował organy w katedrze fromborskiej, w 1685 ufundował wieżę dzwonną na wzgórzu katedralnym we Fromborku oraz w 1687 poświęcił kamień węgielny pod budowę kościoła w Świętej Lipce. Odnowił i umocnił zamek obronny w odległym mieście Kryłów; na kryłowskim zamku papieski wysłannik A. Cusani wręczył Radziejowskiemu kapelusz kardynalski. Przyczynił się także do poprawy bytu katolików w Prusach Książęcych. Cały czas rosło także jego znaczenie jako senatora.
Jako jeden z najbliższych współpracowników króla, współdziałał z nim w początkach jego rządów. Był między innymi jednym z senatorów zasiadających w komisji sądzącej podskarbiego Jana Andrzeja Morsztyna i przyczynił się do rozbicia antykrólewskiej opozycji.

### Kardynał

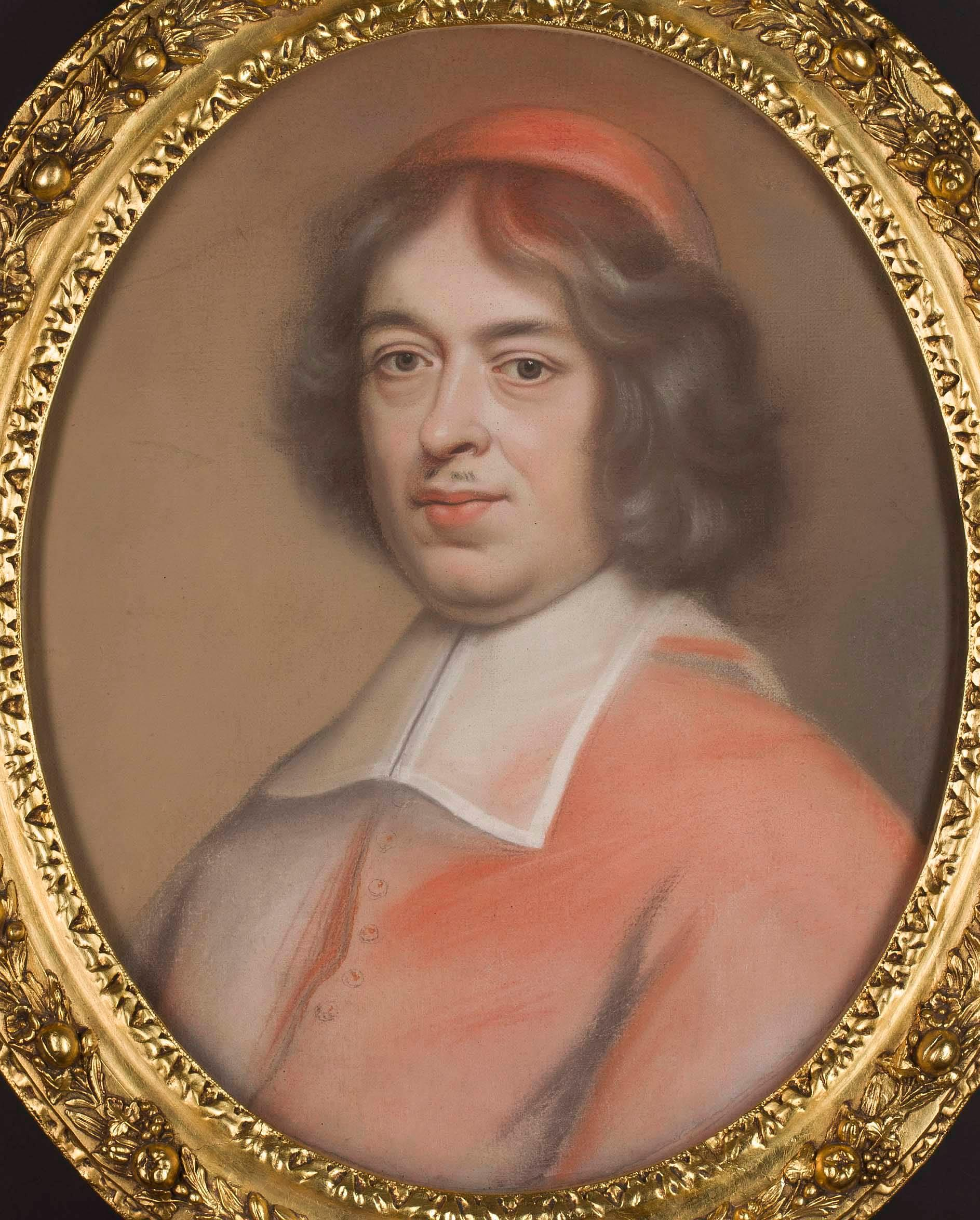
Portret prymasa Michała Stefana Radziejowskiego, prawdopodobnie pastel autorstwa Jana Reisnera, 1695–1700

Za zasługi oddane dworowi, został w 1685 mianowany podkanclerzym koronnym. Jego współpracę z królem zakłóciła nominacja kardynalska jaką uzyskał Radziejowski 2 września 1686 z rąk papieża Innocentego XI. Obdarzony purpurą Radziejowski zażądał bowiem dla siebie pierwszego po monarsze miejsca na dworze, podczas gdy para królewska, usiłująca prowadzić politykę dynastyczną, uważała to miejsce za należne swoim synom. Chcąc uniknąć sporów o godności król postanowił 21 maja 1687 mianować Radziejowskiego arcybiskupem gnieźnieńskim i prymasem Polski, gdyż w ten sposób, jako najstarszy godnością senator, Radziejowski uzyskiwał rzeczywiście pierwsze po monarsze miejsce w kraju.
Nominacja została zatwierdzona przez papieża 17 maja 1688 i Radziejowski zasiadł na prymasostwie. W przeciwieństwie jednak do czasów rządów na Warmii w jego działalności jako arcybiskupa gnieźnieńskiego, sprawy archidiecezji odeszły na dalszy plan. Chociaż aktywny jako głowa Kościoła polskiego, Radziejowski mało jednak zajmował się sprawami samego arcybiskupstwa, skupiając większość energii na działalności politycznej.
Po ujawnieniu ateizmu Kazimierza Łyszczyńskiego domagał się dla niego kary śmierci.
Mimo uzyskania od króla najwyższej godności senatorskiej, jego stosunki z monarchą nie poprawiły się. Uzyskawszy od władcy najwyższe godności, nowy prymas związał się z opozycją. Był jednym z uczestników spisku antykrólewskiego wykrytego przez władcę w 1688. Omal nie utraciwszy wszystkiego, działał od tej chwili ostrożnie. Początkowo pojednał się nawet z królem, ale szybko okazało się, że jest to tylko z jego strony gra. Widząc słabnące zdrowie monarchy, Radziejowski rozpoczął przygotowania do zbliżającego się bezkrólewia. Nie występował otwarcie przeciw królowi i popierał niektóre jego przedsięwzięcia polityczne, jak choćby wznowienie współpracy z Ligą Świętą na początku lat 90., ale do pełnego wznowienia jego współpracy z królem nie doszło.
Klęska wyprawy królewskiej do Mołdawii w 1691 utwierdziła go w jego postawie. Dlatego kiedy doszło do sporu hetmana i wojewody wileńskiego Kazimierza Sapiehy ze zwolennikiem króla, biskupem wileńskim Konstantym Brzostowskim, opowiedział się za hetmanem. Zawiesił też rzuconą przez biskupa na hetmana w 1694 klątwę. Opłacany przez Sapiehów, będąc jednocześnie głową polskiego Kościoła, usiłował utrzymać wygodną dla siebie pozycję arbitra, która zapewnić mu miała decydujący wpływ na wypadki nadchodzącej elekcji. Po śmierci króla 17 czerwca 1696, postanowił opowiedzieć się za kandydaturą najstarszego syna zmarłego monarchy, Jakuba Sobieskiego.

### Wybór króla
Po zerwanym sejmie konwokacyjnym 1696 roku przystąpił 28 września 1696 roku do konfederacji generalnej. Nieporozumienia w rodzinie Sobieskich, a szczególnie kłótnie królewicza Jakuba z matką, królową Marią Kazimierą, o pozostawiony przez zmarłego króla majątek i spowodowany tym spadek popularności Sobieskich wśród szlachty, spowodował, że Radziejowski uległ namowom Lubomirskich oraz ambasadora francuskiego w Polsce opata Bonportu Melchiora de Polignac, i zdecydował się poprzeć forsowaną przez nich kandydaturę francuską księcia Franciszka Ludwika Contiego.
Radziejowski zawsze oddany Francji, szybko stał się niekwestionowanym przywódcą stronnictwa kontystów i 27 czerwca 1697 doprowadził do elekcji Contiego na króla Polski przez większość szlachty. Błędy, jakie popełnił, nie doceniając innych kandydatów, jak też i niezdecydowana postawa samego elekta, który w chwili wyboru przebywał jeszcze w Paryżu, przyniosły jednak zwycięstwo przeciwnikom Contiego, którzy jeszcze tego samego dnia ogłosili królem elektora saskiego Fryderyka Augusta I.
5 lipca 1697 roku podpisał w Warszawie obwieszczenie do poparcia wolnej elekcji, które zwoływało szlachtę na zjazd w obronie naruszonych praw Rzeczypospolitej.

#### Panowanie Augusta II Mocnego
Szybki przyjazd elektora, jego koronacja w Krakowie i objęcie rządów pod imieniem Augusta II, ostatecznie pogrzebały możliwość objęcia tronu przez Contiego, który dopiero 26 września przypłynął do Gdańska. Radziejowski długo jednak opierał się uznaniu nowego króla. Już po dokonaniu rozdwojonej elekcji wraz ze zwolennikami Contiego ogłosił powstanie rokoszu łowickiego popierającego elekta francuskiego. Ustąpił dopiero wiosną następnego roku otrzymując od nowego monarchy znaczną sumę pieniędzy i gwarancję udziału w rządach. Współpraca Radziejowskiego z królem nie układała się jednak.

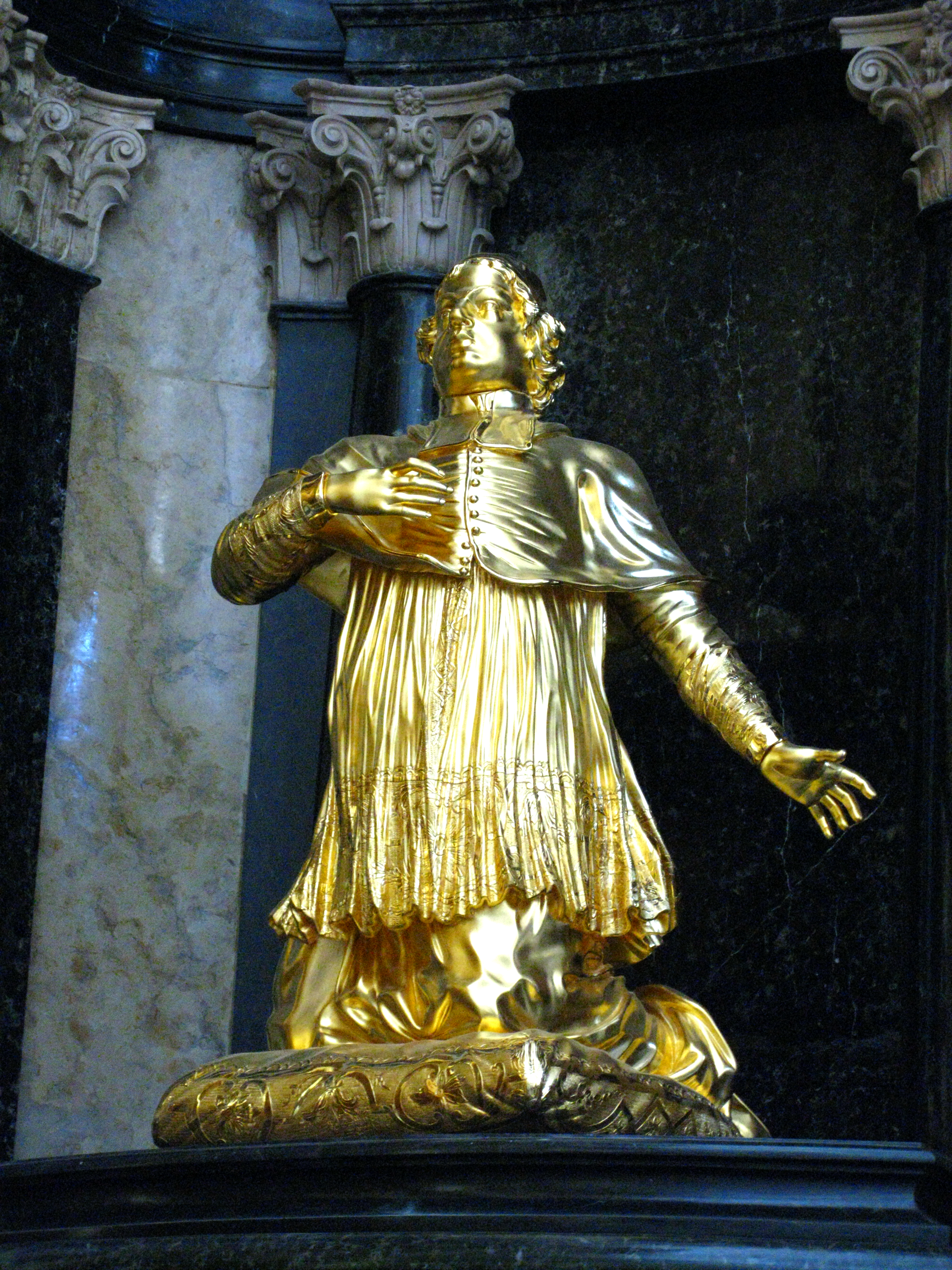
Nagrobek prymasa Radziejowskiego w bazylice Świętego Krzyża w Warszawie

Dążenie Augusta II do wzmocnienia władzy oraz parcie w sojuszu z Rosją i Danią do wojny północnej ze Szwecją w celu uzyskania Inflant dla dynastii Wettynów, spowodowały ponowny konflikt kardynała z królem. Klęski wojsk saskich w Inflantach i wkroczenie króla szwedzkiego Karola XII do Polski, postawiły Radziejowskiego w trudnym położeniu. Początkowo próbując mediować między monarchami, usiłował zażegnać konflikt, dążąc przy okazji do osłabienia nielubianego przez siebie Augusta II. W styczniu 1702 roku podpisał akt pacyfikacji Wielkiego Księstwa Litewskiego. Namawiany do współpracy przez króla szwedzkiego, zdecydował się ostatecznie wystąpić przeciwko Augustowi II, kiedy ten upokorzył go publicznie na sejmie lubelskim w 1703, zarzucając mu knowania z władcą szwedzkim.
Sprzymierzywszy się ze Szwedami, Radziejowski stanął na czele konfederacji wielkopolskiej, wkrótce przemianowanej na konfederację warszawską, której celem było zawarcie pokoju ze Szwedami i wybór nowego króla. Próbował wpłynąć na Karola XII, aby osadził na tronie polskim Contiego lub księcia Siedmiogrodu Franciszka II Rakoczego, czy innego przychylnego Francji kandydata. Kiedy jednak po zdetronizowaniu Augusta II okazało się, że Karol XII nie zamierzał słuchać we wszystkim rad kardynała i doprowadził do wyboru posłusznego sobie wojewody poznańskiego Stanisława Leszczyńskiego, postanowił zerwać współpracę ze Szwedami.
Uciekając przed wojskami Augusta II z Warszawy, schronił się w Gdańsku, skąd obserwował walki między władcami zabiegającymi o jego poparcie. Odmówił ukoronowania Leszczyńskiego i próbował ponownie zawrzeć porozumienie z Augustem II, ale śmierć uniemożliwiła mu realizację tego zamysłu. Pod koniec życia był świadkiem klęski swoich planów i zamysłów politycznych, które zakładały walkę ze wzrastającą w potęgę Rosją Piotra I Wielkiego o utracone ziemie na Wschodzie. Oglądał także ruinę przez lata nagromadzonych majątków oraz walczył z próbami pozbawienia go przez Augusta II godności prymasa.

### Mecenat

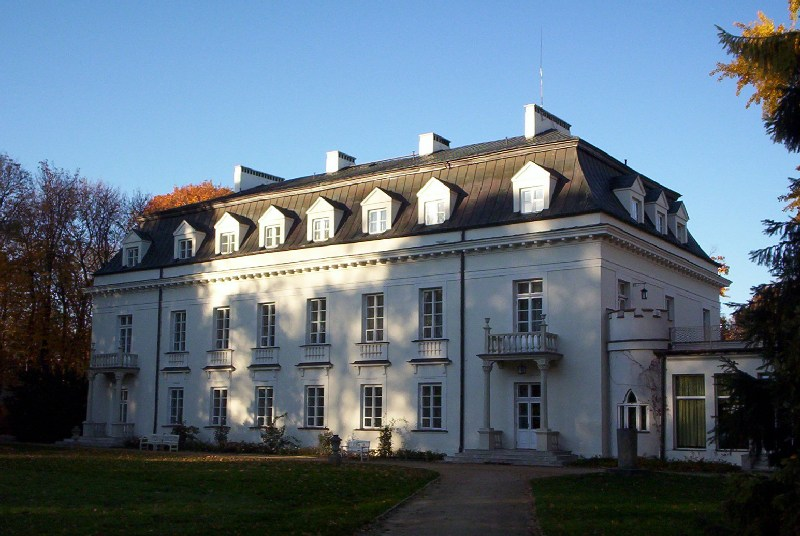
Pałac w Radziejowicach

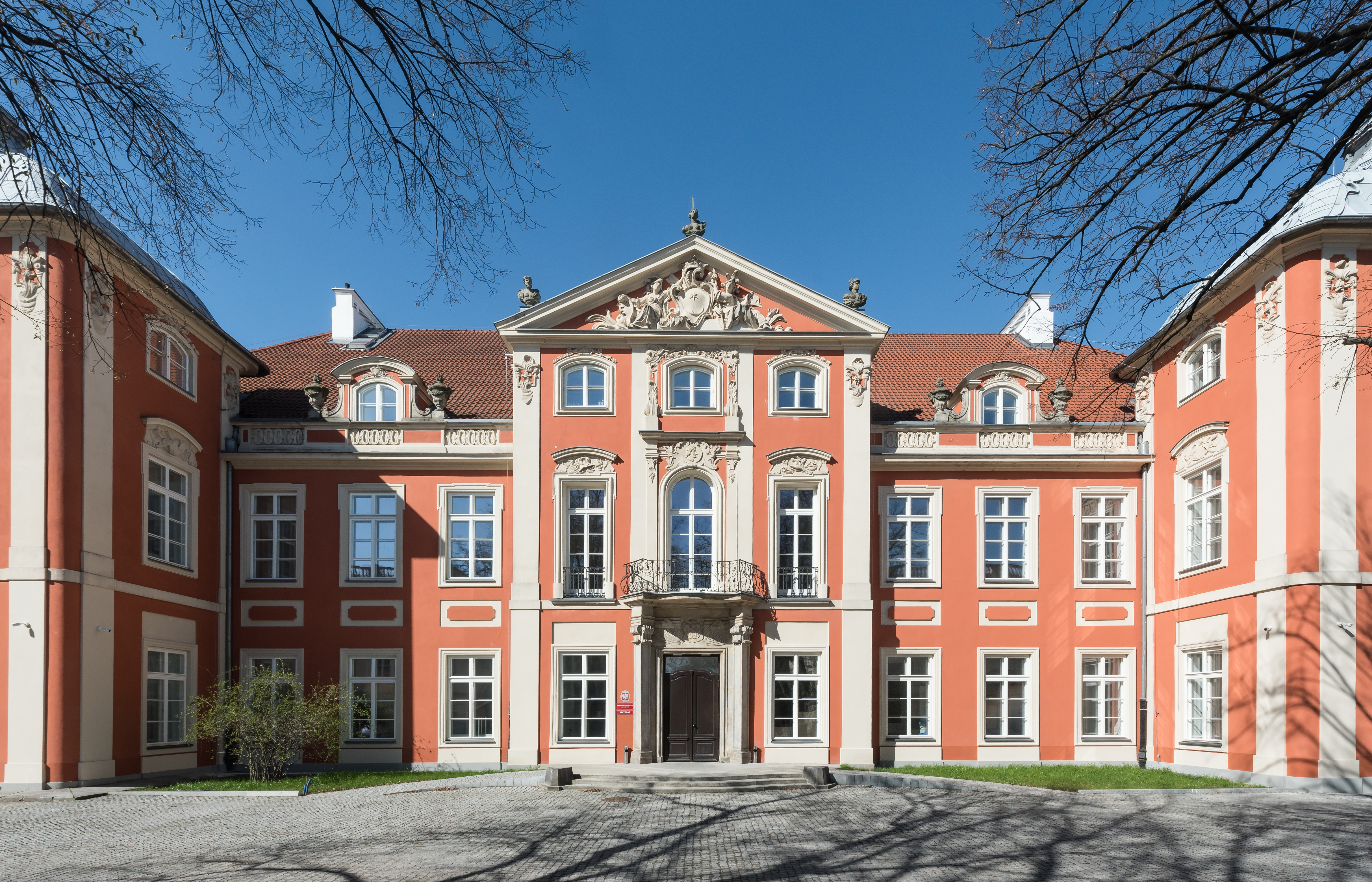
Rezydencja prymasa Radziejowskiego – Pałac Czapskich – obecnie budynek główny ASP, projekt Tylman z Gameren

Był jednym z największych mecenasów sztuki epoki polskiego baroku. Utrzymywał okazały dwór i zatrudniał najlepszych działających w Polsce artystów takich jak: architekt Tylman z Gameren i malarz Michelangelo Palloni.
Był fundatorem klasztoru misjonarzy z kaplicą św. Karola Boromeusza w Łowiczu, klasztoru karmelitów w Warszawie, współfundatorem kościoła Świętego Krzyża w Warszawie, kościoła pijarów w Łowiczu i wielu innych obiektów. Restaurował i przebudowywał zamki i pałace w Łowiczu, Uniejowie, Skierniewicach, Radziejowicach oraz Pałac Prymasowski w Warszawie.
Wzniósł pałac w Nieborowie oraz prywatną rezydencję w stolicy (obecnie Pałac Czapskich). Chwalony za hojność na cele religijne i kulturalne, grzeczność, uczynność; nienawidzony za chciwość, zachłanność i bezwzględność; krytykowany za uleganie wpływom kuzynki Konstancji Towiańskiej i protegowanie jej rodziny, a szczególnie syna Krzysztofa, który według współczesnych miał być jego synem.
Był ceniony nawet przez swoich wrogów jako człowiek wpływowy, obdarzony charyzmą i wyczuciem politycznym. Był znawcą sztuki, interesował się muzyką, malarstwem i architekturą. Cenił sztukę francuską. Odkupił i rozbudował swą posiadłość rodową Radziejowice, które odziedziczyli jego trzej siostrzeńcy, Prażmowscy herbu Belina, synowie siostry Anny i Wojciecha Remigiana Prażmowskiego.
Pochowany został w bazylice Świętego Krzyża w Warszawie, obok ufundowanego przez siebie ołtarza św. Felicissimy.